# Independence, Kansas
Independence är en stad (city) i Montgomery County, i delstaten Kansas, USA. Enligt United States Census Bureau har staden en folkmängd på 9 332 invånare (2011) och en landarea på 20 km². Independence är huvudort i Montgomery County.

## Kända personer från Independence
- Taylor Armstrong, TV-personlighet
- William Inge, författare